# AG600
El AG600 Kunlong es un hidroavión anfibio de turbohélice de fabricación china. De 36,9 metros de longitud y 38,8 m de envergadura, tiene un tamaño similar al del Boeing 737. Completó su vuelo inaugural el 24 de diciembre de 2017.
Fabricado por la China Aviation Industry Corporation (AVIC), ha sido principalmente diseñado para misiones de rescate marítimas y labores de extinción de incendios, aunque puede también tener un uso militar.
Inicialmente, habrá dos variantes, una optimizada para la misión de búsqueda y rescate (SAR) y otra para la lucha contra incendios. En la misión SAR, el AG600 podrá transportar 50 pasajeros.
En la misión de lucha contra incendios, la aeronave podrá descargar 12 000 kg de agua en un intervalo de 12 a 20 segundos.
El AG600 es propulsado por cuatro motores turbohélice, de 3 805 kW (5 173 cv) cada uno. El tipo de motor es WJ-6, una versión modificada de fabricación china de la serie Ivchenko AI-20 de la Unión Soviética.

## Especificaciones técnicas (AG600)
Referencia datos: AVIC AG-600 / TA-600 Flying Boat / Amphibious Aircraft

### Características generales
- Capacidad: 50 pasajeros
- Carga: 12 000 l de agua y retardante
- Longitud: 36,9 m
- Envergadura: 38,8 m
- Altura: 12,1 m
- Peso vacío: 32 000 kg
- Peso máximo al despegue: 53 500 kg

### Rendimiento
- Velocidad crucero (Vc): 570 km/h
- Alcance: 5 500 km
- Techo de vuelo: 10 500 m